# Ptilocichla mindanensis
Ptilocichla mindanensis là một loài chim trong họ Pellorneidae.